# Dison
Dison ist eine belgische Stadt in der Region Wallonien in der Provinz Lüttich.

## Geographie
Der Ort liegt etwa je 30 Kilometer von Lüttich und Aachen entfernt, an der Autobahn A 27, zwei Kilometer südlich des Autobahndreiecks Battice an der A 3; der nächste Regionalbahnhof befindet sich in der etwa vier Kilometer südlich gelegenen Stadt Verviers, die mit Dison ein geschlossenes urbanes Zentrum bildet. Seit der Gemeindefusion von 1977 ist die ehemalige Gemeinde Andrimont ein Ortsteil von Dison.

## Geschichte
Dison gehörte bis zur Französischen Revolution zur Herrschaft Petit-Rechain innerhalb der Hochbank Herve (Gerichtsbezirk) im Herzogtum Limburg.
Erst durch die fortschreitende Entwicklung der Textilindustrie in der Gegend von Verviers stieg die Einwohnerzahl und Dison wurde ab 1798 eine eigenständige Gemeinde. Im Bereich des oberhalb der Kerngemeinde gelegenen Ortes Andrimont, der ehemals zur Markgrafschaft Franchimont gehörte, wurden zu Beginn des 20. Jahrhunderts Grabstätten aus der Keltenzeit entdeckt.

## Partnerschaft
Seit 1962 ist Dison mit der französischen Gemeinde Audincourt in der Franche-Comté verschwistert.

## Persönlichkeiten
- Fernand Saivé (1900–1981), Radrennfahrer, ist in Dison geboren.
- Yvan Ylieff (* 1941), ehemaliger belgischer Minister, von 1977 bis 2018 Bürgermeister von Dison.